# Baciamibartali
I Baciamibartali sono stati un gruppo New wave-Synth pop Italiano, proveniente dalle Marche.

## Storia del gruppo
I Baciamibartali nascono nel giugno del 1981 dall'incontro di Tarcisio Lancioni, Francesco Guidobaldi, Ido Borsini e Carlo Iura, alcuni dei quali erano precedentemente membri dei PCQEINDC (Pensa che questo è il nome del complesso).
Nell'aprile del 1982 esce il loro primo Split per la Sequence Records. Lo split comprende, oltre a brani dei Baciamibartali, tracce dell'altro progetto degli stessi musicisti dal nome Winter Light. Ido per la produzione del disco verrà rimpiazzato da Robert Clark, che rimarrà nel gruppo fino alla fine dell'anno.
Nel 1984 esce un nuovo disco dal titolo The Mournful Gloom che verrà pubblicato dalla Contempo Records. Il disco vede anche l'ingresso di Stefano Mengascini alle tastiere.
Nel 1992 Carlo Iura e Francesco Pirro, assieme a Robert Clark, realizzano 12 tracce per la PH records.
Nel 1993 l'etichetta messicana Opcion Sonica include nella compilation Contemporock 93 il loro brano Mother Rust.
La band si sciolse definitivamente nel 1995.

## Produzioni

### Album
- 1982 – Baciamibartali and Winter Light, LP, Sequence Records SQLP 101, Italia
- 1984 – The Mournful Gloom, EP, Contempo Records E.P. 004, Italia
- 1992 – Grey Sunset, CD, PH records PHM920125B, Italia
- 1997 – Postuma, , Autoprodotto, Italia

### Compilazioni
- 1993 – Contemporock 93, CD, Opción Sónica OPCD07, Italia
- 2009 - Baciamibartali/Winter Light - The Mournful Gloom (CD, Oltrelanebbiailmare)
- 2009 – Silentes 2004 2009 Anniversary Set, , Silentes 20042009, Italia
- 2012 – New Wave Italiana 1980~1986, , Spittle Records spittle29, Italia
- 2016 - Baciamibartali and Winter Light - (LP + free CD, Spittle Records)